# Fravitta
 (août 2023).
Fravitta dit Flavius Fravitta ou Flavius Fravitus († 402/403) est un militaire et homme politique romain d'origine gothique sous les règnes de l'empereur Théodose (379–395) et de son fils Arcadius, premier empereur romain d'Orient (395–408).

## Biographie
Appartenant à la noblesse gothique, Fravitta est un païen, contrairement à la majorité des Goths qui ont basculé dans l'arianisme, raison pour laquelle il sera encensé par le rhéteur grec Eunape, hostile au christianisme. Cependant, la nature de son paganisme est inconnue et nous ne savons pas s'il adorait les dieux germaniques ou ceux du panthéon gréco-romain. Zosime dira à propos de Fravitta qu'il était « Grec d’inclination, et païen de religion et de mœurs ».
Très jeune, il se met vers 380 au service de l'Empire romain et sera chargé notamment d'éradiquer le brigandage dans les provinces romaines d'Orient, depuis la Cilicie jusqu'en Palestine.
À la tête de troupes gothiques, Fravitta devient bientôt le chef de file des Wisigoths favorables à une alliance durable avec l'empereur Théodose et à leur assimilation dans l'Empire. Il s'oppose alors à un autre chef wisigoth, Eriulf, un « nationaliste » arien qui reste hostile à l'Empire et refuse la politique d'assimilation. En 391, sortant ivre du banquet où l'avait convié l'empereur, Eriulf est suivi hors du palais par Fravitta qui l'assassine pour mettre fin à son projet de rébellion contre Théodose. Cette preuve de dévouement à l'Empire lui vaut des récompenses et il est successivement élevé à divers postes éminents. En 395, il sera notamment nommé magister militum per Orientem.
En 400, il commande la flotte de l'empereur romain d'Orient Arcadius et vainc de façon décisive en Thrace le rebelle goth Gaïnas dont les vaisseaux sont coulés alors qu'il tente de passer en Asie Mineure. En récompense pour cette victoire, Fravitta demande à l'empereur l'autorisation d'adorer librement les dieux païens : Arcadius lui accorde son souhait et le nommera consul l'année suivante (401).
Cependant, il tombe rapidement en disgrâce, victime des intrigues de Cour. En effet, avec la révolte du général romain d'origine gothique Gaïnas, la politique byzantine envers les Goths change et Fravitta est injustement accusé de trahison ; arrêté, il est mis à mort.

## Sources
- Zosime, Histoire Nouvelle, Livre V.